# 八月の二重奏
八月の二重奏（はちがつのにじゅうそう）は、高校3年生の夏に14歳の妹を急性白血病で亡くした菅原美保の実話を、南沢奈央主演で映像化した日本赤十字社初の広報映画。献血の推進事業として製作された。
映画というジャンルではあるが、映画館での有料公開ではなく献血ルームでの無料公開やレンタルビデオ店で無料で貸し出しなどの形で上映を行っている。
2011年3月21日にはBSジャパン（現BSテレビ東京）、同年3月27日にはテレビ東京系6局でテレビ放映された。

## 出演
- 南沢奈央
- 池田愛
- 中山峻
- 街田しおん
- 小林綾子
- 石橋蓮司

## スタッフ
- 原案 - 菅原美保
- 脚本 - 田口仁
- 音楽 - 大島ミチル
- 監督 - 田口仁
- 制作プロダクション - 東映東京撮影所
- 製作 - 日本赤十字社
- 企画 - ジェイアール東日本企画